# Білоцерківка (Амурська область)
Білоцерківка (рос. Белоцерковка) — село у Бєлогорському районі Амурської області Російської Федерації. Розташоване на території українського історичного та етнічного краю Зелений Клин.
Входить до складу муніципального утворення Білоцерківська сільрада. Населення становить 249 осіб (2018).

## Історія
З 4 січня 1926 року до 30 липня 1930 року належало до новоутвореного Александрівського району Амурської округи Далекосхідного краю, що відповідав нинішньому Бєлогорському району. З 20 жовтня 1932 року ввійшло до складу новоутвореної Амурської області.
З 19 січня 2005 року входить до складу муніципального утворення Білоцерківська сільрада.

## Населення
| 2002 | 2010 | 2012 | 2013 | 2014 | 2015 | 2016 |
| ---- | ---- | ---- | ---- | ---- | ---- | ---- |
| 371  | ↘302 | ↘285 | ↘282 | ↘277 | ↘269 | ↘265 |
| 2017 | 2018 |      |      |      |      |      |
| ↘260 | ↘249 |      |      |      |      |      |